# Сінокосний
Сінокосне (рос. Сенокосный) — селище в Ягоднинському районі Магаданської області.
Населення — 187 осіб (2010).

## Географія
Географічні координати: 62°33' пн. ш. 149°40' сх. д. Часовий пояс — UTC+10.
Відстань до районного центру, селища Ягодне, становить 5 км, а до обласного центру — 528 км. Через селище протікає струмок Безіменний.

## Населення
За даними перепису населення 2010 року на території селища проживало 187 осіб. Частка чоловіків у населенні складала 55,6% або 104 особи, жінок — 44,4% або 83 особи.